# Ana da Saxónia (1567–1613)
Ana da Saxónia (16 de novembro de 1567 - 27 de janeiro de 1613), foi uma nobre alemã, membro da Casa de Wettin (ramo Albertino) e, por casamento, uma duquesa de Saxe-Coburgo-Eisenach.
Nascida em Dresden, foi a décima-segunda dos quinze filhos de Augusto, Eleitor da Saxónia e da princesa Ana da Dinamarca. De entre os seus catorze irmãos só três chegaram à idade adulta: Isabel (condessa do Palatinado-Simmern), Cristiano I, Eleitor da Saxónia e Doroteia (duquesa de Brunswick-Wolfenbüttel).

## Vida
A 4 de maio de 1584 e sem o consentimento do pai, Ana ficou noiva de João Casimiro, Duque de Saxe-Coburgo. O casamento realizou-se em Dresden a 16 de Janeiro de 1586, e ela recebeu 30.000 táleres como dote e a cidade de Römhild como Wittum (herança de viuvez). Ana era uma jovem espirituosa e alegre e não demorou até começar a organizar festas magnificas na sua nova corte.
No entanto, o casamento começou a correr mal pouco tempo depois: João Casimiro preferia a caça e passava várias semanas seguidas longe. Em finais de Setembro de 1593, a duquesa foi apanhada pelo marido a cometer adultério; João Casimiro ordenou imediatamente a prisão da sua esposa e do amante dela,Ulrico de Lichtenstein. Apesar de ter escrito várias cartas ao marido e aos seus parentes a pedir misericórdia, a 12 de Dezembro, a Schöppenstuhl (Câmara da Alta Corte) em Jena anulou formalmente o casamento e sentenciou os dois amantes à decapitação por espada. João Casimiro acabaria por mudar de ideias no último momento e alterou a pena para prisão perpétua. O irmão de Ana, o príncipe-eleitor Cristiano I, confirmou a sentença e recusou-se a ajudá-la, , acabando assim Ana por sofrer o mesmo destino que a sua irmã Isabel, que tinha também sido presa três anos antes. 
Inicialmente, Ana foi enviada para Eisenach, depois para o Castelo de Kahlenberg. Em 1596 foi enviada para o antigo Mosteiro de Sonnefeld e, finalmente, em 1603 para o Veste Coburg, onde morreu em 1613, aos quarenta-e-cinco anos de idade. Foi enterrada na Klosterkirche, Sonnefeld. Ulrico de Lichtenstein morreu na prisão vinte anos depois, a 8 de Dezembro de 1633, apenas três dias depois de saber que iria ser libertado.
Em 1599, João Casimiro contraiu um segundo casamento com a prima direita de Ana, a princesa Margarida de Brunsvique-Luneburgo; . Para humilhar a primeira esposa, João Casimiro celebrou a ocasião com a conhecida moeda Táler de Coburgo: na cara da moeda, surgia um casal a beijar-se com a inscrição WIE KVSSEN SICH DIE ZWEY SO FEIN (Um beijo de bem entre duas pessoas), enquanto que a coroa tinha a inscrição:  WER KVST MICH - ARMES NVNNELIN (quem te vai beijar agora, pobre freira?).

## Genealogia
| Ana da Saxónia | Pai: Augusto I, Eleitor da Saxónia | Avô paterno: Henrique IV, Duque da Saxônia | Bisavô paterno: Alberto III, Duque da Saxónia                                  |
| Ana da Saxónia | Pai: Augusto I, Eleitor da Saxónia | Avô paterno: Henrique IV, Duque da Saxônia | Bisavó paterna: Sidónia de Poděbrady                                           |
| Ana da Saxónia | Pai: Augusto I, Eleitor da Saxónia | Avó paterna: Catarina de Mecklemburgo      | Bisavô paterno: Magno II, Duque de Mecklemburgo                                |
| Ana da Saxónia | Pai: Augusto I, Eleitor da Saxónia | Avó paterna: Catarina de Mecklemburgo      | Bisavó paterna: Sofia da Pomerânia, Duquesa de Mecklemburgo                    |
| Ana da Saxónia | Mãe: Ana da Dinamarca (1532–1585)  | Avô materno: Cristiano III da Dinamarca    | Bisavô materno: Frederico I da Dinamarca                                       |
| Ana da Saxónia | Mãe: Ana da Dinamarca (1532–1585)  | Avô materno: Cristiano III da Dinamarca    | Bisavó materna: Ana de Brandemburgo                                            |
| Ana da Saxónia | Mãe: Ana da Dinamarca (1532–1585)  | Avó materna: Doroteia de Saxe-Lauemburgo   | Bisavô materno: Magno I, Duque de Saxe-Lauemburgo                              |
| Ana da Saxónia | Mãe: Ana da Dinamarca (1532–1585)  | Avó materna: Doroteia de Saxe-Lauemburgo   | Bisavó materna: Catarina de Brunswick-Wolfenbüttel, Duquesa de Saxe-Lauemburgo |